# Holland Smith
Holland McTyeire "Howlin' Mad" Smith (20. travnja 1882. – 12. siječnja 1967.) bio je general u Korpusu mornaričkog pješaštva SAD-a tijekom drugog svjetskog rata. Neki ga zovu "ocem" modernog američkog amfibijskog ratovanja. Nadimak "Howlin' Mad" Smith su mu nadjenule njegove snage u Dominikanskoj republici 1916. godine.
Uoči Drugog svjetskog rata, general Smith je obučavao američke vojnike amfibijsko ratovanje, što je bilo veliki faktor u raznim uspješnim iskrcavanjima na Atlantiku i Pacifiku. 
Smith je bio jedan od glavnih zapovjednika u kampanji na otočju Marijana i Palau.